# Трпчевски, Филип
Филип Трпчевски (швед. Filip Trpcevski, макед. Филип Трпчевски; род. 4 мая 2003, Гётеборг, Швеция) — северомакедонский и шведский футболист, нападающий шведского «Хеккена».

## Клубная карьера
Является воспитанником академии «Хеккена». Первую игру за основной состав клуба провёл 20 февраля 2022 года в матче группового этапа кубка страны с «Юттерхогдалем». Трпчевски появился на поле на 62-й минуте вместо Оскара Удденеса и через три минуты забил дебютный гол, а его команда в итоге разгромила соперника со счётом 13:0. 9 апреля дебютировал в чемпионате Швеции в матче с «Дегерфорсом», заменив на 86-й минуте автора двух мячей в матче Ибрахима Садика.

## Карьера в сборной
В начале октября был вызван в юношескую сборную Македонии на элитный раунд отборочного турнира к чемпионату Европы. На групповом этапе, проходившем в Польше, Трпчевски принял участие во всех трёх встречах: с Польшей (2:3), Бельгией (1:3) и Лихтенштейном (4:0)..

## Клубная статистика
| Выступление      | Выступление      | Выступление      | Лига | Лига | Кубки | Кубки | Конт. кубки | Конт. кубки | Итого | Итого |
| Клуб             | Лига             | Сезон            | Игры | Голы | Игры  | Голы  | Игры        | Голы        | Игры  | Голы  |
| ---------------- | ---------------- | ---------------- | ---- | ---- | ----- | ----- | ----------- | ----------- | ----- | ----- |
| Хеккен           | Алльсвенскан     | 2022             | 1    | 0    | 2     | 1     | 0           | 0           | 3     | 1     |
| Хеккен           | Итого            | Итого            | 1    | 0    | 2     | 1     | 0           | 0           | 3     | 1     |
| Всего за карьеру | Всего за карьеру | Всего за карьеру | 1    | 0    | 2     | 1     | 0           | 0           | 3     | 1     |